# Radakovo
Radakovo är en ort i Kroatien.   Den ligger i länet Krapina-Zagorjes län, i den norra delen av landet, 25 km nordväst om huvudstaden Zagreb. Radakovo ligger 178 meter över havet och antalet invånare är 505.
Terrängen runt Radakovo är platt åt sydost, men åt nordväst är den kuperad. Runt Radakovo är det ganska tätbefolkat, med 207 invånare per kvadratkilometer. Närmaste större samhälle är Zaprešić, 14,5 km söder om Radakovo. Omgivningarna runt Radakovo är en mosaik av jordbruksmark och naturlig växtlighet.